# التعليم في البحرين (1925-1932)

مدرسة الهداية الخليفية.

تعتبر فترة ما بين 1925 و1932 مرحلة مهمة في تاريخ التعليم في البحرين حيث شهدت تحولات ملحوظة في النظام التعليمي وأساليب التدريس. في هذه الفترة بدأت الحكومة البحرينية تدرك أهمية التعليم كوسيلة لتحقيق التنمية الاجتماعية والاقتصادية مما أدى إلى جهود متزايدة لتحسين مستوى التعليم وتوسيع نطاقه.
تم إنشاء مدارس جديدة وتطوير المناهج الدراسية وتوظيف عدد من المعلمين المؤهلين مما ساهم في زيادة نسبة التحاق الأطفال بالمدارس. كما كانت هذه الفترة أيضا علامة على بداية التعليم الحديث في البحرين حيث تم إدخال أساليب تدريس جديدة وتوفير الموارد التعليمية.

## مقدمة
عدت البحرين من أولى مشيخات الخليج العربي التي ظهر فيها التعليم الرسمي بوقت مبكر، وبحسب أغلب المصادر فإن تاريخ تأسيس أول مدرسة رسمية في البحرين كان في عام 1919، ثم توالى بعد ذلك ظهور عدد من المدارس الأخرى، وجميع تلك المدارس لم تكن تحت إشراف السلطات، إذ لم يكن لها سوى صلاحية الرعاية وتقديم بعض الدعم المالي، أما باقي الأمور فتولتها لجان خاصة حسب طبيعة كل مدرسة. إن عدم قدرة الحكومة في الإشراف على المدارس دفعها وبتوجيه من السلطات البريطانية متمثلة بالمعتمد والمستشار تشارلز بلغريف اتخاذ عدد من الخطوات الإصلاحية التي أرادت من خلالها جعل التعليم تحت إشرافها المباشر، وذلك الأمر أثار القوى التي لا ترغب بإجراء تغييرات على إدارة التعليم الأمر الذي ادخلها في تنافس مع الجهات التي سعت إلى تحديث التعليم. ومن خلال ما تقدم برزت رؤيتان بشأن إدارة التعليم في البحرين، هما الرؤية التقليدية والرؤية الاصلاحية.

## توطئة
لم يلب التعليم في البحرين حاجات السكان فعدد المدارس حتى نهاية العقد الثالث من القرن العشرين لم يتجاوز عشر مدارس وعند العودة قليلاً إلى البدايات الأولى لظهور التعليم الرسمي في البحرين. كان التعليم في البحرين قبل ظهور التعليم الرسمي مقتصراً على التعليم في الكتاتيب، على الرغم من أن هناك من يشير إلى أن بداية التعليم شبه النظامي في البحرين كان في عام 1892، من قبل الارسالية الأمريكية حينما قامت زوجة المبشر الطبيب الامريكي صمويل زويمر بتأسيس مدرسة تدرس اللغة العربية والانكليزية والحساب والكتاب المقدس، ومدة الدراسة فيها أربع سنوات، واغلقت تلك المدرسة في عام 1936 نتيجة عجز التمويل ومنافسة المدارس الحكومية لها.
ظهرت عدد من المدارس الأهلية البسيطة في منازل بعض الشخصيات البحرينية قبل عام 1919 كمدرسة الشيخ راشد بن عيسى ومدرسة حسين بن سلمان ومدرسة محمد الخاطر ومدرسة الغتمان وعبد الوهاب الطبطبائي في المحرق ومدرسة الشيخ احمد الهزاع في المنامة، وكانت تدرس اللغة العربية والدين الاسلامي واقرب مدرسة لظهور مدرسة الهداية الخليفية في بيت ابراهيم الزياني، التي يديرها حافظ وهبة مدير مدرسة الهداية الخليفية فيما بعد، ومن جانب آخر وجدت في البحرين عدد من المدارس الأجنبية التي كانت تدار من قبل شخصيات غير بحرينية مثل مدرسة الأرساليات التبشيرية الأمريكية للبنات في عام 1892 ومدارس العجم كمدرسة الاتحاد ومدرسة الفلاح.
إن تاريخ تأسيس أول مدرسة في البحرين يعود إلى عام 1919، التي عرفت بمدرسة الهداية الخليفية، في جزيرة المحرق، والمدرسة في بدايتها كانت ابتدائية تحضيرية، اقتصرت على تدريس أبناء الأسرة الحاكمة وبعض الوجهاء، ويعود سبب اختيار المحرق دون غيرها إلى الأسرة الحاكمة البحرينية وكبار التجار والوجهاء كانوا يقيمون في تلك الجزيرة، بما فيهم ابن شيخ البحرين الشيخ عبد الله بن عيسى آل خليفة مؤسس تلك المدرسة.
مدرسة الهداية الخليفية كما وصفها الباحث ابراهيم نتو: "أهلية النشأة حكومية الرعاية ظلت في رعاية الأهالي والحكومة جنباً إلى جنب زهاء تسعة أعوام، ثم أصبحت تحت الإشراف الحكومي"، إذ إنها مولت ذاتياً من تبرعات الأهالي، والباقي مساعدات حكومية، واستغلت بناية تابعة لأحد الجوامع في فريج الزيانية مقراً لها، وفي عام 1921 شكلت هيئة للتعليم برئاسة الشيخ عبد الله بن عيسى آل خليفة اطلق عليها الإدارة الخيرية للتعليم تكونت من نائبين للرئيس وسكرتير وثمانية أعضاء. تم تشكيل الإدارة الخيرية للتعليم برئاسة الشيخ عبد الله بن عيسى آل خليفة، ونائب الرئيس الشاعر الشيخ ابراهيم بن محمد آل خليفة، والشيخ عبد الوهاب الزياني النائب الثاني، ومحمد خنجي كاتب الإدارة، ويوسف فخرو أمين الصندوق، أما الأعضاء فهم كل من عبد العزيز القصيبي ومحمد صباح البنعلي وعبد الرحمن الزياني وعبد الرحمن محمد الزياني وعبد الرحمن الوزان وسلمان حسين مطر ومحمد راشد بن هندي وعلي عبد الله العبيدلي وأحمد حسن ابراهيم، وقبل اكمال بناء المدرسة كان التدريس يتم في مدرسة علي الزياني الذي كان يملك مدرسة دينية بالقرب من بيته ومسجده بفريج الزياينة، وفيها حجرات كبيرة فتم تجهيزها للدراسة، وقد التحق في المدرسة في سنته الأولى، أحمد العمران ومحمد يوسف فخرو وأحمد شاهين الجلاهمة وحمد محمد المحميد ومحمد العبيدلي وعبد الله الزياني وراشد الزياني وعبد اللطيف الشملان وعبد الرحمن الشملان ومحمد أحمد مراد وغيرهم، وقد بدأ العمل بالمدرسة مهندس هندي وبنائين من كراتشي باستخدام حجارة صخرية مقطوعة من جزيرة جدة غرب منطقة البديع وقلعة البحرين، وتم البناء على تصميم المباني بالهند، وتم جلب الأخشاب من ملبار في الساحل الغربي بالهند، وتم بناء ثلاثة أجنحة بالمدرسة الشمالي والشرقي والغربي، وبناء حجرة علوية لسكن المعلمين الوافدين من الدول العربية، وبقى الجناح الرابع وهو الجنوبي بدون بناء على الرغم من وجود الأساس، وذلك لاستنفاذ أموال التبرعات وظلت المدرسة لمدة من دون سور وليس هناك مبنى قريب من جهة الشمال، فقد كانت بيوت منطقة البسيتين بعيدة، ولكن أعطيت المدرسة مساحة كبيرة لعمل ملاعب كرة القدم وساحات لبناء مستقبلي، وفي عام 1923 انتهى بناء المدرسة وانتقلت الدراسة إليها.
كان جل طلاب المدرسة كانوا من أبناء الطائفة السنية، فلم يلاحظ بينهم طلاب من أبناء الطائفة الشيعية، وربما مرد ذلك إلى أن غالبية سكان المحرق كانوا من أبناء الطائفة السنية، في حين شكل الشيعة غالبية السكان في المنامة ومعظم القرى البحرينية ومن جانب آخر أن الشيعة انفسهم لم يكونوا يرغبون في دخول تلك المدرسة، كونها تدرس مادة دينية لا يحبذون تدرسيها لأبنائهم.
كلفت السلطات البحرينية حافظ وهبة مصري الجنسية في إدارة مدرسة الهداية الخليفية، ساعده محمد اليماني سوري الجنسية في إدارتها، وبعد ترحيل حافظ وهبة في عام 1922 بسبب توجهاته السياسية المعارضة للسياسة البريطانية في البحرين والمنطقة استقدم عثمان الحوراني، وهو مدرس سوري الجنسية بصحبة عدد من المدرسين لإدارة المدرسة والتدريس فيها، وفي عام 1923 افتتحت مدرسة الهداية الخليفية الثانية في المنامة، وكلف بإدارتها المدرس السوري عمر يحيى الحوراني، وفي عام 1927 تم افتتاح مدرستين اخريتين واحدة في الحد والأخرى في الرفاع، ليصبح بذلك عدد مدارس الهداية الخليفية أربع مدارس، وهو العام نفسه الذي افتتحت فيه أول مدرسة خاصة بأبناء الطائفة الشيعية في المنامة، عرفت بالمدرسة الجعفرية، وفي العام التالي افتتحت المدرسة العلوية، وهي المدرسة الثانية للشيعة في قرية الخميس، ومثلما كانت أغلب كوادر مدارس الطائفة السنية من المدرسين السوريين، فإن المدارس الشيعية أغلب كوادرها التدريسية كانوا من العراقيين، ولذلك الغرض استقدم من العراق محمد سعيد جمعة مديراً للمدرسة الجعفرية، وعبد الكريم منصور مديراً للمدرسة العلوية، ساعدهم كادر عراقي للتدريس في المدرستين، أما المناهج الدراسية، فدرس فيهما الفقه الجعفري والقرآن الكريم واللغة العربية والحساب، وفي العام ذاته افتتحت في البحرين أول مدرسة للبنات عرفت بالهداية الخليفية للبنات في المحرق، وفي العام اللاحق 1929 افتتحت مدرسة أخرى للبنات سميت مدرسة الهداية الخليفية للبنات في المنامة، وبذلك أصبح عدد المدارس العامة في البحرين ثمان مدارس، ست منها لأبناء الطائفة السنية واثنتان لأبناء الطائفة الشيعية.
ومما تقدم يلاحظ أن المدارس في البحرين قد غلب عليها الطابع الطائفي بشكل واضح فإدارتها كانت على أساس طائفي مذهبي من قبل لجنتين واحدة لإدارة المدارس السنية والأخرى للمدارس الشيعية، وكان لكل منهما كامل الصلاحيات في إدارة المدارس التابعة لها، مما جعل العامل الطائفي من اسباب انعدام مركزية التعليم في البحرين كونه قائم على اساس طائفي، فهناك مدارس خاصة بأبناء الطائفة السنية وأخرى لأبناء الطائفة الشيعية.
وبحسب ما ذهبت إليه الباحثة رملة عبد الحميد أن هناك جملة من الأسباب جعلت التعليم في البحرين يدار بتلك الصورة يأتي في مقدمتها، أن بدايات التعليم كانت دينية، مرتبطاً بالمذاهب التابعة للطائفتين اللتان تتمركزان في مناطق سكنية محددة، لذلك صار من الصعب على الحكومة اجراء التحديثات المناسبة على تلك المدارس.

## تحديث التعليم في البحرين وأسباب معارضته
بعد الحرب العالمية الأولى (1914-1918) بدأت الحكومة البحرينية في تطبيق جملة من الاصلاحات على مختلف المؤسسات البحرينية بهدف تحديثها بشكل تدريجي، ومن بين أهم تلك المؤسسات التي سعت إلى تحديثها هي المؤسسة التعليمية ولأجل ذلك شرعت قانوناً خاصاً بالمدارس في عام 1925، وهو أول قانون ينظم عمل المدارس في البحرين، ويجعلها تحت إشرافها، لكن القانون واجه رفضاً شديداً من اللجان التعليمية وبعض المدرسين، لاسيما الأجانب، وكما علمنا كان أغلبهم من السوريين والعراقيين، كون القانون من وجهة نظرهم قد شرع بأوامر بريطانية، ومما زاد من تأزم الأمور وضع جميع مؤسسات البلاد ومن ضمنها المدارس تحت إشراف تشارلز بلغريف رجل بريطانيا، وممثل سياستها في البحرين الذي استقدمه شيخ البحرين الشيخ حمد بن عيسى بن علي آل خليفة (1932-1942) كمستشار للحكومة البحرينية (1926-1957)، لذلك شهدت البلاد بين عامي 1926 و1928 بعض الاحتجاجات رافضة للتدخل البريطاني في التعليم ولقانون 1925.
ومن اسباب الدعوة إلى سحب يد المجالس عن إدارة المدارس أن أي اجراء تتخذه الحكومة بشأن التعليم كان يصطدم برفض مجالس التعليم، ومن الأمثلة على ذلك، عندما أرادت الحكومة زيادة عدد الطلاب في المدارس من دون فتح مدارس جديدة بسبب التكلفة المالية التي تحتاجها المدارس الجديدة من ميزانية التعليم، رفضت مجالس التعليم الاجراء الحكومي مما حال دون تطبيقه فضلاً عن انعدام صلاحيات الحكومة في التعيين والإدارة، إذ إن صلاحياتها اقتصرت على الدعم المالي فقط، وذلك الأمر جعلها تعييد حساباتها في إدارة المدارس، ومن جانب آخر شعرت بريطانيا أن المدارس أصبحت بؤر تستقطب المعارضين لوجودها في البحرين، بسبب تشبع أغلب المدرسين المستخدمين فيها بالتوجهات القومية واستغلال بعض المناهج لاسيما منهج التاريخ لذلك الغرض، فعلى سبيل المثال أن الحوراني لم يترك مناسبة أو فرصة إلا واغتنمها للتشهير بالاستعمار في البلاد العربية، وكان دائماً يستغل مناسبة توزيع الشهادات على الطلاب في نهاية كل عام دراسي، وبحضور شخصيات مختلفة، ومن بينهم ممثلي المعتمدية البريطانية في البحرين، وأولياء أمور الطلاب لمهاجمة السياسة الاستعمارية من خلال كلمته التي كان يلقيها في الحفل، الأمر الذي جعل المعتمدية ولأكثر من مرة تحتج وتطلب من مجلس المعارف قراءة الخطبة قبل أن يلقيها الحوراني، كما طلبت من المجلس كف الحوراني عن اغلاق صفوف المدرسة بوجه زوار المعتمدية، واتهامه لهم بأن هدف زياراتهم من أجل التجسس، وكتابة التقارير عن المدارس والمدرسين، وفي ذلك الصدد ذكر عبد العزيز الشملان أحد الطلاب الذين درسوا في مدرسة المحرق أن عثمان الحوراني كان يجد في درس التاريخ فرصة عظيمة للتحدث للطلاب المندهشين بسعة علومة وثقافته ومتعة التدريس عن أوضاع البلاد العربية المستعمرة، وثرواتها الوطنية في مصر والعراق وسوريا وليبيا المشتعلة آنذاك.
وفي الشأن نفسه بعث المستشار بلغريف رسالة إلى الوكيل السياسي البريطاني في المنامة في 2 سبتمبر 1929 تطرق فيها إلى مسألة ضعف سيطرة الحكومة البحرينية على المدارس، وأن معظم أعضاء اللجان التعليمية ليسوا مؤهلين لإدارة التعليم في البحرين، فضلاً عن مستواهم التعليمي الهزيل، إذ قال عنهم بلغريف: "هم اشخاص لديهم تعليم هزيل ولا يستطيعوا الإشراف بصورة مناسبة على التعليم"، كما عد بلغريف أن النتائج التي تحققت من التعليم لا تتناسب والمبالغ المصروفة عليه، فضلاً عن المشاكل التي عانت منها المدارس نتيجة عدم التنظيم والفوضى، وعدم الانسجام بين المدرسين واللجنة التعليمية، ولمعالجة كل ما سبق حدد بلغريف الخطوات التي يجب القيام بها، ومنها ادخال التعليم المهني والزراعي وتغيير أسس اختيار المشرفين، وتغليب الجانب العلمي على الاجتماعي في التعليم واعتماد الكفاءة والمقدرة اساساً للمفاضلة في اختيار المدرسين، وتعيين مشرف جديد على التعليم، ونقل المقر الرئيس إلى المباني الحكومية في المنامة، واخضاع جميع المدارس للسيطرة الحكومية بما فيها مدارس الشيعة والعجم أي يقصد المدارس الخاصة بالإيرانيين، مع الابقاء على وجود لجنتين إحداهما للمدارس السنية وأخرى للشيعية علاوة على ذلك تدقيق المبالغ المالية المخصصة لتمويل المدارس.
ومن أجل تطبيق خطواتها الاصلاحية أمرت السلطات بتعيين فائق ادهم مفتشاً عاماً على المدارس البحرينية السبع في عام 1929، وادهم سوري الجنسية خريج جامعة بيروت، ومن أول اعماله كان تأسيس مدرسة البنات الثانية في المنامة عام 1929، وأصبحت زوجته مديرة لها، وعمل أيضاً على اصلاح المناهج الدراسية وادخال مناهج جديدة على غرار المناهج اللبنانية، والغاء بعض المناهج كالرياضيات والفيزياء بحجة أنها قدمت للطلاب بصورة مشوهة، وادخال تدريس مادة اللغة الانكليزية على جميع المستويات الدراسية لكن المعتمد السياسي البريطاني في البحرين اقترح على ادهم بدلاً عن ذلك أن يكون التعليم في البحرين على غرار المدارس العراقية، وعدم ادخال منهج اللغة الانكليزية في المدارس الابتدائية، وذلك لكون الطلاب ما زالوا بمستوى لا يمكنهم من ادارك تلك اللغة، والافضل لهم التركيز على فهم لغتهم اولاً، كما طرح ادهم جدولاً جديداً للرواتب يقوم على اساس الجهد والكفاءة، بدلاً عن شخصية المدرس وأثره الاجتماعي ولذلك الغرض تم استقدام مدرسين جدد للمدارس البحرينية.
واجهت تلك اجراءات تحديث المدارس معارضة شديدة من لجنتي التعليم والكوادر التدريسية لاسيما في مدرستي الهداية الخليفية في المحرق والمنامة، وعلى رأسهم مدير مدرسة المحرق عثمان الحوراني الذي رأى هو وزملائه أن تعيين المفتش الجديد تدخل بريطاني غير مبرر في الشؤون الداخلية للبحرين، وأنه تم بأوامر من السلطات البريطانية في البحرين، بهدف التخلص من العناصر ذات الميول الوطنية المعارضة للاستعمار البريطاني، وعلى الأخص مدراء مدرستي الهداية الخليفية في المحرق والمنامة عثمان الحوراني وعمر يحيى الحوراني اللذان عرفا بتوجهاتهما القومية المعارضة للسياسة البريطانية في البحرين والبلدان العربية، وتحجيم الحركة الوطنية في المدارس وإبعادها عن أي دور أو إشراف على التعليم، ومن جانب آخر من أجل القضاء على استقلالية التعليم الشعبي أو الأهلي في البلاد، الذي حقق للمدارس استقلاليتها وحريتها الفكرية، لاسيما وأن دعم تلك المدارس وقع معظمه على عاتق الأهالي وبالتعاون مع مجالس المعارف التي رسمت السياسة التعليمية في البلاد، ووضعت المناهج التي تتلائم مع حاجة ومستوى الطلاب، ومن دون رقابة حكومية.
ومن بين الأسباب الأخرى المعارضة تحديث التعليم في البحرين وجود مدارس خاصة بالبنات، فعلى الرغم من بعض التأييد الذي حظيت به تلك الخطوة من قبل بعض المستنيرين، إلا أنها واجهت تحفظاً من قبل رجال الدين والمحافظين، وحجتهم في ذلك أن تعلم الفتيات للقراءة والكتابة يزيد من الفجور، وربما يكون سبباً في تواصلهن مع الرجال، لكن مع ذلك استمرت تلك المدارس بسبب ثبات الشيخ عبد الله بن عيسى آل خليفة على موقفه.
اصرت الحكومة على تحديث المدارس على الرغم من رفض لجان التعليم، ولوحت بقطع الدعم المالي عن جميع المدارس أن لم يتم الرضوخ لقراراتها، وعدت اجراءاتها ضرورية للنهوض بالتعليم في ظل سوء الإدارة السابقة، وعدم محاسبة المقصرين أو مسائلتهم لاسيما أمين صندوق لجنة المدارس السنية يوسف عبد الرحمن فخرو الذي استقال من منصبه بعد الاستيضاح منه عن بعض المعاملات المالية، ومما أشار إليه بلغريف في ذلك الشأن أن معارضة عثمان الحوراني وعمر الحوراني الاجراءات الحكومية الأخيرة تعلق بعضها في أمور فساد مالي مارسه الشخصان نتيجة سيطرتهم على ميزانية التعليم في المدارس السنية، وهو السبب الحقيقي بحسب وجهة نظر بلغريف الذي اجبر أمين الصندوق على الاستقالة وادخال نظام جديد للحسابات.
ان شبهات الفساد بشأن البناية الجديدة لمدرسة المحرق التي اتهم بها أمين الصندوق من اهم الاسباب التي أدت إلى حدوث الاضطرابات التي شهدتها مدارس البحرين، بسبب المبالغة في الصرف على تلك البناية، فضلاً عن الأجور العالية التي يتقاضها المدرسين المصريين والسوريين في تلك المدارس، ومن بين ما أثير أيضاً أن مدرستي المنامة والمحرق كانتا اسمياً تحت إدارة اللجنة السنية لكنهما في الواقع كانتا تحت إدارة أمين الصندوق والمدراء السوريين ومما أثاره الجانب البريطاني في ذلك أن مخرجات المدارس البحرينية كانت مخيبة للآمال، وأغلب ممن تخرجوا منها لم يتقنوا القراءة والكتابة بصورة جيدة، لذلك لم يستطيعوا شغل ابسط الوظائف الحكومية. وبذلك يمكن القول إن التعليم في البحرين في ظل تلك الاوضاع لا يمكن تطويره، بسبب الاسلوب التقليدي الذي تؤمن به الجهات التي كانت تسيطر على إدارة المدارس، التي تعتقد أن أي تغيير في طريقة الإدارة من المؤكد سيجعلها تفقد جزء كبير من نفوذها على المدارس.
لقد أدى اصرار الحكومة بالإشراف المباشر على جميع المدارس إلى التصعيد في مواقف الجهات الرافضة، وفي تلك الأثناء دعا مدير مدرسة المحرق عثمان الحوراني ومن دون سابق انذار طلاب ومدرسي مدرسة المحرق وبقية المدارس الأخرى إلى الاضراب العام عن الدوام، لكن لم يستجب لدعوته سوى مدرستي المحرق والمنامة للبنين، اللتان اضربتا عن الدوام بدءاً من 1 فبراير 1930، ونزل خلالها طلاب المدرستين في مظاهرات إلى الشوارع والاسواق، والقيت الخطب الحماسية التي نددت بالسياسية البريطانية في البلاد وخضوع الحكومة البحرينية لها، وتخلل الاضراب بعض اعمال الشغب التي قام بها طلاب مدرسة المحرق إذ حطموا زجاج المدرسة وادراجها، وقدر المعتمد البريطاني في البحرين الكابتن جيفري برايور تكاليف اعمال الشغب تلك زهاء الف روبية.
حظي الاضراب بدعم عدد من أعضاء مجلس الإدارة الخيرية، وفي ذلك الصدد هاجم المستشار بلغريف، عبد العزيز القصيبي أحد أعضاء الإدارة بسبب تعاطفه مع مطالب المضربين، وبذلك الشأن كتب تقريراً قدمه إلى المعتمد البريطاني في البحرين بين له مجريات الأحداث، وأن الاضراب حدث من دون سابق إنذار نتيجة دعوة مديري مدرستي المحرق والمنامة وبحسب ما ذكره بلغريف أن طلاب المدرستين قد اجبروا على على الاضراب والنزول إلى الشوارع، ومما أكد كلام بلغريف اعترافات بعض الطلاب فيما بعدم قناعتهم أو درايتهم بما جرى، وتم تلقينهم ما كان عليهم القيام به من بعض المدرسين.
ومن كل ما تقدم يمكن أن نستنتج أن الاضراب كان ردة فعل للقوى المسيطرة على إدارة المدارس، وهم اللجان التعليمية والمدرسين العرب من ذوي التوجهات القومية وبعض المتدينين التي كانت على قناعة أنها في ظل تلك الاصلاحات ستفقد نفوذها وسطوتها على التعليم في البلاد.
في أثناء ذلك طلب الشيخ عبد الله بن عيسى آل خليفة رئيس مجلس المعارف من المدرسين السوريين الحضور إلى مبنى الحكومة لكنهما رفضا الحضور، وقدموا طلباً إلى الحكومة تضمن عدة مطالب ابرزها، منع المفتش الجديد من تفتيش المدارس، وعدم تخفيض رواتب المدرسين، وأن تكون عملية التوظيف دائمة وليست مؤقتة، كما طالبا بأن يكونا عضوين في مجلس المعارف، لكن الشيخ عبد الله بن عيسى آل خليفة رفض جميع مطالبهم، وطلب منهما بدلاً عن ذلك انهاء الاضراب والعودة إلى عملهم، ونتيجة الاصرار في الاستمرار على الاضراب، قررت السلطات البحرينية فصلهم من عملهم، وابعادهم عن البلاد في 6 فبراير 1930، وفي اليوم نفسه اصدر بلغريف أمراً بترحيلهم، على متن السفينة المتوجهة إلى الهند، وقد ابلغ المعتمد البريطاني في البحرين المعتمد في مسقط أن سبب وجود عثمان وعمر الحوراني في السفينة المارة بمسقط هو من أجل تسفيرهما إلى بلدهما سوريا نتيجة تسببهما في الاضطرابات التي حدثت في بعض المدارس البحرينية، وفي الوقت نفسه بعث ببرقية مماثلة إلى المعتمد البريطاني في الكويت طلب فيها منه عدم السماح لهما بالمكوث في الكويت لعلاقتهما في الاحداث الأخيرة التي شهدتها البحرين. وبابعادهما تمكنت الحكومة من التخلص من أهم عائق أمامها في اصلاح التعليم.
لم يكن قرار الابعاد هيئاً على المدرسين ولعل القصيدة التي كتبها عمر الحوراني تعكس ألم النفي والفراق، التي قال في مطلعها:
دع أوال فقد قضى ظلامها ... ألا نقيم ولم تطل أيامها قالوا نفيت، فقلت أيسر نازل
في اعقاب ذلك اصدرت السلطات البحرينية أمراً باغلاق المدرستين مدة عشرة أيام، الأمر الذي زاد من توتر الأوضاع، وخرج طلاب مدرسة المحرق في مظاهرة اتلفوا خلالها ممتلكات وأثاث المدرسة، ومن جانب آخر رفعت طلبات استرحام إلى الشيخ حمد بن عيسى بن علي آل خليفة بحق المدرسين المبعدين، لكن الشيخ حمد بن عيسى بن علي آل خليفة كان مصراً على ابعادهم عن البلاد كون وجودهم اصبح يتعارض مع خطط الحكومة في اصلاح التعليم.
نددت بعض الصحف الاقليمية السورية والعراقية والايرانية بالاجراءات الحكومية وهاجمت الشيخ عبد الله بن عيسى آل خليفة والمستشار بلغريف، والمعتمد البريطاني في البحرين والسياسة البريطانية ليس في البحرين فقط وأنما في المنطقة، وفي السياق ذاته أكدت بعض الصحف أن سبب طرد المدرسين السوريين كان نتيجة رفضهما الانصياع للأوامر البريطانية الخاصة بالتعليم، ورفض أن تكون اللغة الانكليزية هي لغة التدريس في المدارس البحرينية، بعد الشائعات التي أشارت إلى نية الحكومة في تقديم منهج دروس اللغة الانكليزية على حساب دروس اللغة العربية، وكذلك الاصرار على عدم تدريس مادة الدين الاسلامي في المدارس العربية، لكن الحكومة البحرينية كذبت تلك الشائعات، وحددت المشكلة في الكم الكبير من المناهج الذي لا يلبي حاجات الطلاب كون أغلبهم لن يستفيدوا منها، إذ إن معظمهم سيعمل كغواصين واصحاب قوارب وبقالين بعد تخرجهم، فضلاً عن ذلك فإن تدريس تلك المناهج لم يكن بالمستوى المطلوب ولم يكن جيداً، وبالخصوص مواد الجبر والهندسة والفيزياء والكيمياء والموسيقى.
وفي خطوة يبدو أن الهدف منها كان إعادة الهدوء إلى البلاد دعا فيها الشيخ عبد الله بن عيسى آل خليفة لجنة التعليم السنية والقاضي السني وعدد من التجار وبعض مدرسي الدين الى مقابلته وفي أثناء تلك المقابلة دافع أعضاء اللجنة عن المدرسين المطرودين، ووصفوا قرار فصلهم وترحيلهم بأنه قرار غير عادل، والقوا باللوم على الحكومة بسبب تدخلها في شؤون التعليم، وقدموا عريضة إلى الشيخ عبد الله بن عيسى آل خليفة تضمنت مطالبهم التي كان ابرزها إعادة المدرسين المبعدين، وتسديد الأموال المستحقة على الحكومة لهم، وكذلك مناقشة مسألة تدريس البنات، وارسال عدد من الطلاب إلى بيروت، وفي الوقت نفسه ألقوا باللوم على المفتش الجديد بسبب فشله في تجاوز خلافاته مع الرجلين، الأمر الذي سمح بخروج ذلك الخلاف عن السيطرة، إلا أن الشيخ عبد الله بن عيسى آل خليفة عد موقف الحكومة تجاه المدرسين فيه تساهل كثير، وهي لن تسمح لهم بالعودة إلى البحرين، وذلك لانهما كانا يستحقان عقوبة اشد، وفي ذلك اللقاء نفى الشيخ عبد الله بن عيسى آل خليفة الشائعات التي تقول إن الحكومة تنوي الغاء تدريس مادتي اللغة العربية والدين وبين أنها مجرد شائعات ولا أساس لها من الصحة، كما تسائل الشيخ عبد الله بن عيسى آل خليفة مستغرباً عن مسألة مهمة وهي كيف يقع على عاتق الحكومة تحمل تكاليف التعليم وفي الوقت نفسه ليس لها حق الإشراف عليه، وأكد أن البحرين وفق ذلك النظام هي البلد الوحيد في العالم الذي يتم فيه التحكم في المدارس من قبل لجان غير تابعة للحكومة، ومعظم أعضائها لا يجيدون القراءة والكتابة، لذلك أرتأت الحكومة أن من الضروري ترك إدارة المدارس إلى المفتش الجديد، الذي حددت مهمته الأساسية في اصلاح التعليم والعمل بصورة مغايرة عن الذي سبقه وتصفية المدارس من العناصر غير المرغوب بها، وتأسيس نظام تعليمي جديد يعتمد بصورة أساسية على الشهادات التعليمية والكفاءة، فضلاً عن الجهد والعمل ويتماشى مع تطور الأوضاع، وأيضاً يأخذ بعين الاعتبار الأحداث الأخيرة والاستياء من سيطرة المعلمين السوريين على التعليم في البحرين.
اعيد فتح المدرستين في 15 فبراير 1930 وعلى الرغم من أن دوام الطلاب لم يكن منتظماً بصورة تامة، بسبب الحضور القليل لكن خلال مدة شهر هدأ الوضع، وعاد الدوام إلى طبيعته، وأعلن أولياء أمور الطلاب رفضهم لتصرفات أولادهم التي كانت من دون علمهم.
وبذلك نجحت السلطات في تطبيق رؤيتها على التعليم، وعملت على انهاء خدمات أغلب المدرسين الوافدين واحلت محلهم مدرسين بحرينيين من الذين انهوا تعليمهم في الجامعة الأمريكية في بيروت، كما جلبت مدرسين أجانب جدد، وفرضت اشرافاً اكثر تشدداً على المدارس.
ومن كل ما تقدم يتضح لنا أنه وعلى الرغم من كل التهم التي أثيرت بشأن دوافع ذلك الاضراب ومبرراته، لكن مع ذلك فله أهمية تاريخية خاصة لا يمكن نكرانها، وذلك لأنه أخذ بعداً سياسياً، فهناك من عد الاضراب من قبيل العمل الوطني، وهناك من عده بداية للحركة الطلابية في البحرين، أو أنه بداية للتمرد العلني ذو المطالب الواضحة ضد التدخل الأجنبي في الشأن الداخلي، إلى درجة اعترف فيها بلغريف أن طلاب المدارس في البحرين هم أول من أدخل عادة الاضراب في البلاد.
من الجدير بالذكر أن المستشار بلغريف وفق تلك التحديثات قد وضع يده على التعليم بصورة مباشرة، وشاركته زوجته التي اشرفت على مدارس البنات تساعدها أخت زوجة فائق ادهم، وهنا أصبح من غير المستغرب أن يسيطر بلغريف على التعليم، فهو طيلة مدة وجوده في البحرين كان بمثابة الحاكم الفعلي للبلاد، ولم يلاحظ خلالها أي تقاطع أو خلاف بينه وبين أسرة آل خليفة الحاكمة فقد كانت له اليد الطولى في إدارة مختلف مؤسسات الحكومة ومن ضمنها التعليم، فمنذ وصوله للبلاد وبحجة أجراء الاصلاحات على النظام الإداري سعى إلى توجيه التعليم بالصورة التي تتماشى مع مصالح بلاده الاستعمارية، وذلك يعني أن خلافه مع المدرسين السوريين لم يكن لأسباب تتعلق بمصلحة الطلاب بقدر تخوفها من توجهاتهم القومية الرافضة للاستعمار في البلاد العربية التي بدأت آثارها تنتقل الى طلاب وكوادر مدارس البحرين.
لكن مع ذلك، لعل من أهم النتائج التي تحققت من تحديث التعليم، هي دمج المدارس السنية والجعفرية في مدارس موحدة، وبصورة رسمية في عام 1932، وفي ذلك العام أيضاً تم اغلاق المجالس الأهلية للتعليم، وحل محلها مجالس استشارية تم اختيار اعضاءها من السنة والشيعة تحت إشراف الحكومة، وبرئاسة الشيخ عبد الله بن عيسى آل خليفة الذي اصبح مديراً للمعارف يساعده فائق ادهم، وبذلك صار القبول في جميع مدارس البحرين لا يقتصر على طائفة معينة مثلما كان معمولاً به قبل عام 1932، وأنما يقبل فيها أبناء كلا الطائفتين، ففي المنامة في تلك السنة انتقل عدد من طلاب مدرسة الهداية الخليفية التابعة للطائفة السنية إلى المدرسة الجعفرية، وفي العام نفسه استقبلت مدرسة الهداية الخليفية للبنات في المنامة في صفوفها طالبات من الطائفة الشيعية، وهي المناسبة الأولى التي تلقت فيها البنات الشيعيات التعليم في البحرين، وعلى الرغم من عدم قناعة بعض الاطراف من كلا الطائفتين في قرار دمج المدارس لكن مع ذلك كان من أهم خطوات بناء مؤسسات الدولة ودمج المجتمع البحريني، ومن بين ما أشار إليه بلغريف في ذلك الشأن قائلاً: "لقد غير التعليم طريقة تفكير الطائفتين وقربهما أكثر". ومن أهم النتائج التي تحققت من تحديث التعليم، وسيطرت الدولة على المدارس بشكل مباشر زيادة عدد الطلاب، فقد بلغ عددهم 500 طالب و100 طالبة في عام 1932. وعليه يمكن القول إن الرؤية التحديثية نجحت في تطوير التعليم في البلاد، واسهمت في بناء مؤسسات الدولة ومن أهمها المؤسسة التعليمية.

## الخاتمة
إن عدم وجود تعليم رسمي في البحرين واقتصاره على عدد من المدارس البسيطة التي كانت تحت إشراف لجان شعبية في الغالب ذات تواجهات طائفية، دفع السلطات إلى بذل جهود حثيثة من أجل تحديث التعليم من خلال حزمة من الاصلاحات ومن أهمها الإشراف المباشر على التعليم.
واجه تحديث التعليم في البحرين معارضة شديدة من قبل القوى التقليدية التي لم تكن ترغب باجراء تغيير على نظام التعليم متمثلة باللجان التعليمية والمدرسين الاجانب الذين كان أغلبهم من السوريين المشبعين بالأفكار القومية المناهضة للأستعمار البريطاني وبعض الشخصيات المحافظة والمتدينة، الأمر الذي ولد صراعاً مع القوى التي تريد تحديث التعليم، وهم الحكومة المحلية في البحرين والسلطات البريطانية تدعمها بعض الشخصيات المستنيرة.
على الرغم من المعارضة التي قوبل بها تحديث المؤسسة التعليمية، لكن السلطات نجحت في النهاية من فرض إرادتها على إدارة التعليم في البلاد، من خلال إخضاع جميع المدارس إلى إشرافها، ودمج المدارس السنية والشيعية في مدارس مختلطة تتيح للجميع الدراسة فيها من دون تمييز طائفي.